# Venus von Brassempouy

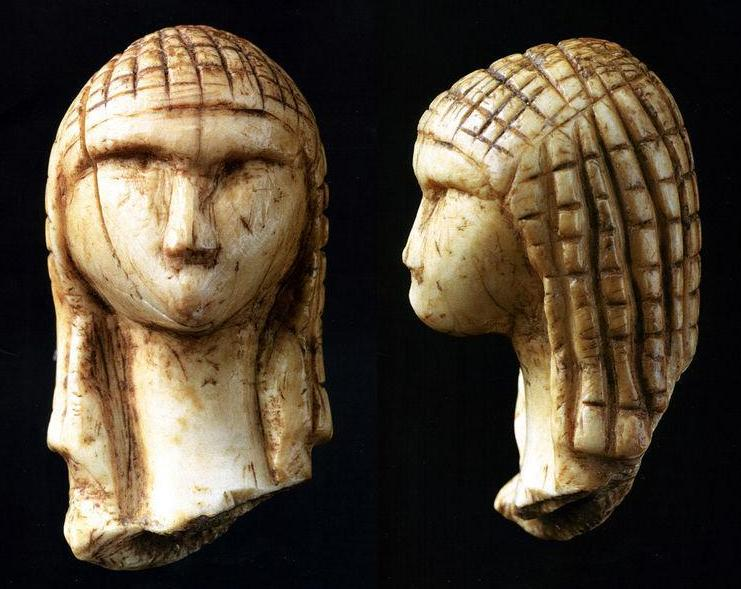
Köpfchen der Venus von Brassempouy

Das lediglich 3,65 cm hohe Köpfchen der Venus von Brassempouy (franz. auch «la Dame à la capuche» = die Dame mit der Haube) ist ein Fragment einer Elfenbeinstatuette (Venusfigurine) aus dem Jungpaläolithikum. Es wurde im Jahre 1894 zusammen mit acht anderen Statuetten in der Grotte du Pape bei Brassempouy im Département Landes in Frankreich gefunden. Dabei handelt es sich um die bisher älteste bekannte genauer ausgeführte Darstellung eines menschlichen Gesichtes und entstammt dem Gravettien (mutmaßliches Alter: 21.000–26.000 Jahre, die Schätzungen differieren). Bei anderen Figuren aus dieser Zeit, die ebenfalls als Venus bezeichnet werden, findet man keine so detaillierte Ausarbeitung der Gesichtszüge.

## Fundgeschichte
Brassempouy liegt im Département Landes im Südwesten Frankreichs. Die „Grotte du Pape“ wurde dort 1880 bei Straßenbauarbeiten entdeckt. Sie besteht aus zwei Räumen, der linke wird „Grande Galérie“, der rechte „Galérie des Puits“ genannt.
Der Comte de Poudenx, in dessen Besitz sich die Höhle befand, beauftragte und finanzierte 1880 die erste Ausgrabung, die durch P. E. Dubalen durchgeführt wurde. 1881 besuchte Édouard Piette (1827–1906) erstmals die Fundstelle. Im selben Jahr veröffentlichte P. E. Dubalen die Funde der ersten Grabung, die hauptsächlich magdalénienzeitliche Objekte aus den oberen Schichten hervorgebracht hatte. 1891 und 1892 wurden die Untersuchungen durch Joseph de la Porterie und A. L. Dufour wieder aufgenommen.
1892 vermittelte Édouard Piette die Fundstelle auf Anfrage an die „Association française pour l'avancement des sciences“ (AFAS), die dorthin am 19. September 1892 eine Exkursion durchführen wollte. Am 15. September 1892 begannen Arbeiter, den Fundplatz auszugraben, um ihn für die Exkursion vorzubereiten. Sie gruben zwei Tage lang ohne Aufsicht. Die dabei entdeckten Objekte wurden gesammelt, um sie später den Teilnehmern der Exkursion zu zeigen. Am Tag der Exkursion wählten die 40 Teilnehmer je einen Ort innerhalb und außerhalb der Höhle aus und fingen an, dort zu graben, in der Überzeugung, alles behalten zu dürfen, was sie fänden. Dabei wurden drei Elfenbeinfragmente gefunden: „l'Ebauche“, „le Fragment“ und „le bouchon à outre“. Später wurde das Fragment namens „la Poire“ bekannt, dessen Fundumstände nicht genau geklärt sind. Die Stratigrafie und exakten Fundorte sind nicht bekannt.
Zwischen 1894 und 1897 wurden professionelle Ausgrabungen durch Édouard Piette und Joseph de la Porterie durchgeführt. Sie untersuchten beide Räume der Höhle und gruben dort aus. 1894 wurde die „Dame à la capuche“ in einer Schicht entdeckt, die heute dem Gravettien zugeschrieben wird. Die von Piette zunächst hypothetisch aufgestellte Chronologie der Schichten wurde später von Henri Breuil revidiert. Henri Delporte überprüfte die Angaben von Piette und bestimmte die Stratigrafie in der Höhle in den Jahren 1981–2000 neu. Seitdem rechnet man die Figurette zum Gravettien und damit einem Alter von mehr als 21.000 Jahren zu.
Das Fundstück war ab März 2010 in einer eigenen temporären Ausstellung im Museum von Brassempouy gemeinsam mit anderen prominenten Vertreterinnen ihrer Gattung zu besichtigen, wie der Venus von Willendorf, der Venus von Malta und der Venus von Grimaldi. Aus konservatorischen Gründen wird das Fragment normalerweise im Depot im Musée des Antiquités Nationales in Saint-Germain-en-Laye aufbewahrt.

## Rezeption
- Die Venus von Brassempouy wurde 1976 für das Motiv einer 2-Francs-Briefmarke ausgewählt sowie als Motiv einer 15-Francs-Marke von Mali verwendet.
- Die Dame von Brassempouy ist ein Gegenstand der Handlung im Roman Tochter des Feuers von Barbara von Bellingen. ISBN 3-499-15478-1, ISBN 3-547-71291-2.

## Dokumentationen
- Lady Sapiens – Auf den Spuren eines Steinzeit-Mythos. (Originaltitel: Lady Sapiens, à la recherche des femmes de la préhistoire.) TV-Dokumentation von Thomas Cirotteau (Regie), F/CDN/B/J/USA 2021, deutsche Synchronfassung ZDF/ZDFinfo 2022.